# Gymnoscelis polyclealis
Gymnoscelis polyclealis är en fjärilsart som beskrevs av Walker 1859. Gymnoscelis polyclealis ingår i släktet Gymnoscelis och familjen mätare. Inga underarter finns listade i Catalogue of Life.